# 楊家将〜烈士七兄弟の伝説〜
『楊家将〜烈士七兄弟の伝説〜』（ようかしょう れっしななきょうだいのでんせつ、原題：忠烈楊家将、英語題：Saving General Yang）は、2013年の中国・香港合作映画。
中国の古典歴史小説『楊家将演義』の序盤を映画化したアクション映画である。

## キャスト
※括弧内は日本語吹替
- 楊業（楊家将）：アダム・チェン（石田圭祐）
- 長男・楊延平：イーキン・チェン（滝知史）
- 次男・楊延定：ユー・ボー
- 三男・楊延安：ヴィック・チョウ（浜田賢二）
- 四男・楊延輝：リー・チェン
- 五男・楊延徳：レイモンド・ラム
- 六男・楊延昭：ウー・ズン（前田一世）
- 七男・楊延嗣：フー・シンボー
- 佘賽花：シュイ・ファン

## スタッフ
- 監督：ロニー・ユー
- 製作：レイモンド・ウォン、ロニー・ユー
- 脚本：ロニー・ユー、エドモンド・ウォン、スカーレット・リュー
- 撮影：チャン・チーイン
- 美術：ジェフ・マック
- 音楽：川井憲次
- アクション監督：トン・ワイ